# Президент Барбадосу
Президент Барбадосу — посада глави держави в Барбадосі, введена у зв'язку з переходом країни до республіканської форми правління. Обирається парламентом Барбадосу та відіграє церемоніальну роль. У повноваження президента входить підписання різних законів, затвердження чиновників на вищі посади та інші дії державної ваги.
Посада постала після рішення парламенту Барбадосу перетворити країну на республіку.

## Президенти Барбадосу
| № | Ім'я                                | Початок повноважень | Закінчення повноважень | Партія    | Вибори |
| - | ----------------------------------- | ------------------- | ---------------------- | --------- | ------ |
| 1 | Дама Сандра Прунелла Мейсон (1949-) | 30 листопада 2021   | чинний президент       | незалежна | 2021   |

## Офіційна присяга
Згідно із Законом про Конституцію (Поправка) (№ 2) від 2021 року й розділу Першого додатку до Конституції Барбадосу, офіційна присяга або утвердження президента Барбадосу має такий вигляд:
Я, _________________________, присягаюся (урочисто підтверджую), що буду сумлінно й щиро служити Барбадосу як президент. (Хай допоможе мені Бог. (пропущено))

### Цитування
1. ↑  Constitution (Amendment) (No. 2) Act, 2021 — Parliament of Barbados (PDF). Архів оригіналу (PDF) за 19 жовтня 2021. Процитовано 30 листопада 2021.
2. ↑  In Barbados, parliament votes to amend constitution, paving the way to republican status. ConstitutionNet. 30 вересня 2021. Архів оригіналу за 8 жовтня 2021. Процитовано 9 жовтня 2021.
3. ↑  Barbados plans to replace Queen with ceremonial president. The Guardian. 23 березня 2015. Архів оригіналу за 27 листопада 2016. Процитовано 23 березня 2015.
4. ↑  Барбадос офіційно став республікою та проголосив Ріанну національною героїнею. espreso.tv. 30 листопада 2021. Архів оригіналу за 4 грудня 2021. Процитовано 4 грудня 2021.
5. ↑  Constitution (Amendment) (No. 2) Act, 2021 (англ.). Barbados Government Printing Department. 2021. Архів оригіналу за 2 грудня 2021. Процитовано 29 жовтня 2021.